# Run (utwór)
Run – singel amerykańskiego rapera Ghostface Killah członka Wu-Tang Clan nagrany z gościnnym udziałem Jadakissa, wydany w 2004 roku nakładem Def Jam.
Utwór został wyprodukowany przez RZA-e i znalazł się na czwartym albumie artysty zatytułowanym The Pretty Toney Album.

## Lista utworów
Opracowano na podstawie źródła.
Strona A
1. Run (Radio) – 3:19
2. Run (LP) – 3:19

Strona B
1. Run (Instrumental) – 3:19
2. Run (A Cappella) – 3:19

## Użyte sample
- „Hogin Machine” w wykonaniu Lesa Baxtera